# Giandomenico Mesto
Giandomenico Mesto (Monopoli, Bari, Italia, 25 de mayo de 1982) es un exfutbolista italiano. Jugaba de lateral derecho.

## Trayectoria
Hizo su debut oficial a los 17 años con Reggina Calcio en la Serie B. En el verano del año 2000 fue cedido a Cremona, donde permaneció durante una temporada. La siguiente temporada fue cedido al Fermana, donde firma su primer gol como profesional. Volviendo a las filas del Reggina, hizo su debut en la Serie A el 27 de octubre de 2002 frente al Torino bajo las órdenes del entrenador Walter Mazzarri (Reggina perdió 2-1). En julio de 2007, el presidente Pasquale Foti llegó a un acuerdo con el Udinese para traspasar al jugador. En la temporada 2007-2008 debutó con el Udinese contra la Juventus. Anotó dos goles con el club, su primer gol frente al Genoa el 26 de septiembre de 2007 (victoria del Genoa por 3-2) y el segundo frente al Milan en San Siro el 18 de mayo de 2008 (4-1 para los rossoneri).
Después de una temporada en Friuli, es redimido por el Reggina el 25 de junio de 2008, para luego ser vendido al día siguiente de salir del equipo de Calabria al Genoa. Mesto demostró grandes cualidades ofensivas, y el entrenador Gian Piero Gasperini que los usó en varias ocasiones. Hizo el primer gol con la camiseta roja y azul en Génova el 13 de septiembre de 2009 contra el Napoli (ganó 4-1), marcando el 2-1 provisionalmente con un gran disparo desde fuera del área en su puerta. Sólo 11 días después, volvió a marcar a la Juventus en Génova, marcando el empate en una cruz directamente en la cabeza. Volvió a marcar contra los equipos Cagliari, Fiorentina y Catania, llegando a 5 goles.
El 31 de agosto de 2012 fichó por el Napoli. Realizó su primer gol con la camiseta napolitana el 11 de noviembre de 2012 justamente contra el Genoa (4-2 el resultado final para los napolitanos). En su primera temporada en el Napoli totalizó 23 presencias entre liga y copas. El 2 de noviembre de 2013, en un partido ante el Catania, sufrió la rotura del ligamento cruzado anterior en la rodilla derecha y estuvo cuatro meses y medio de baja. Jugó 14 partidos durante esa temporada y ganó la Copa Italia. El 1 de julio de 2014 renovó el contrato por un año más. El 22 de diciembre se coronó campeón de la Supercopa de Italia, aunque sin jugar en la final contra Juventus de Turín.
El 23 de junio de 2015 anunció que no renovaría el contrato con el conjunto napolitano, quedando agente libre. El 31 de diciembre fichó por el Panathinaikos griego, donde se retiró en el 2017.

## Selección nacional
Se unió a la Selección sub-21 de Italia que se convirtió en Campeón de Europa en 2004 y participó en los Juegos Olímpicos de Atenas 2004, ganando la medalla de bronce. Con Marcello Lippi hizo su debut en la selección absoluta el 8 de junio de 2005 contra Serbia y Montenegro.

## Posiciones
Él puede jugar de lateral derecho, centrocampista derecho o exterior derecho.

## Clubes
| Club               | País   | Año                  |
| ------------------ | ------ | -------------------- |
| Reggina Calcio     | Italia | 1998-2000            |
| U.S. Cremonese     | Italia | 2000 - 2001 (cedido) |
| U.S. Fermana       | Italia | 2001 - 2002 (cedido) |
| Reggina Calcio     | Italia | 2002 - 2007          |
| Udinese Calcio     | Italia | 2007 - 2008          |
| Genoa C.F.C.       | Italia | 2008 - 2012          |
| S. S. C. Napoli    | Italia | 2012 - 2015          |
| Panathinaikos F.C. | Grecia | 2015 - 2017          |

## Palmarés

### Campeonatos nacionales
| Título              | Club            | País   | Año         |
| ------------------- | --------------- | ------ | ----------- |
| Copa Italia         | S. S. C. Napoli | Italia | 2013 - 2014 |
| Supercopa de Italia | S. S. C. Napoli | Italia | 2014        |

### Copas internacionales
| Título          | Equipo (*)    | País     | Año  |
| --------------- | ------------- | -------- | ---- |
| Eurocopa Sub-21 | Italia Sub-21 | Alemania | 2004 |

## Honores
El 27 de septiembre de 2004 a Mesto le fue otorgado el Orden al Mérito de la República Italiana por parte del Presidente Carlo Azeglio Ciampi.
Desde el 27 de mayo de 2007 es ciudadano de honor de la ciudad de Regio de Calabria.